# Zhu Qianwei
Zhu Qianwei (chiń. 朱倩蔚; pinyin Zhū Qiànwèi; ur. 28 września 1990 w Szanghaju) – chińska pływaczka specjalizująca się w stylu dowolnym. Dwukrotna olimpijka (2008, 2012), w tym wicemistrzyni olimpijska z 2008, mistrzyni świata, złota medalistka mistrzostw świata (basen 25 m).
Największym jej sukcesem jest srebrny medal olimpijski w sztafecie 4 × 200 m kraulem (w składzie z Yang Yu, Tan Miao i Pang Jiaying) w Pekinie i złoty medal mistrzostw świata w Rzymie w 2009 w sztafecie (z Yang Yu, Liu Jing i Pang Jiaying) na dystansie 4 × 200 m stylem dowolnym i rekord świata w tym wyścigu (7.42,08 min).
W swej karierze zdobyła także trzy złote medale igrzysk azjatyckich w 2010 roku oraz złoty i dwa brązowe medale uniwersjady w 2011 roku.

## Osiągnięcia

### Igrzyska olimpijskie
| Olimpiada  | Data             | Konkurencja               | Rezultat    | Miejsce |
| ---------- | ---------------- | ------------------------- | ----------- | ------- |
| Pekin 2008 | 14 sierpnia 2008 | 4 × 200 m stylem dowolnym | 7:45,93 min |         |

### Mistrzostwa świata
- 2009 Rzym -  złoto - 4 × 200 m stylem dowolnym

### Mistrzostwa świata (basen 25 m)
- 2010 Dubaj -  złoto - 4 × 200 m stylem dowolnym

## Rekordy świata
| Data            | Miejsce | Konkurencja               | Rezultat    | Status                       |
| --------------- | ------- | ------------------------- | ----------- | ---------------------------- |
| 30 czerwca 2009 | Rzym    | 4 × 200 m stylem dowolnym | 7:42,08 min | do 25 lipca 2019 · Australia |